# Lidoví mudžáhedíni
Lidoví mudžáhedíni (persky سازمان مجاهدين خلق ايران‎ sāzmān-e mojāhedin-e khalq-e irān) je íránská exilová organizace, která usiluje o svržení režimu v Íránu. 5. září 1965 je založila skupina íránských levicových univerzitních studentů coby islamistické a marxistické masové hnutí, jehož původním cílem byl ozbrojený boj proti íránskému režimu pod vládou Šáha, kapitalismu a západnímu imperialismu. Po íránské islámské revoluci v roce 1979 se Lidoví mudžáhedíni postavili společně se stranou Tudeh na stranu kleriků, vedených ajatolláhem Chomejním, proti liberálům, nacionalistům a dalším umírněným silám podílejícím se na islámské revoluci. Boj o moc však pokračoval a v polovině roku 1981 Lidoví mudžáhedíni bojovali v pouličních bitvách proti Íránským revolučním gardám. Během irácko-íránské války poskytl skupině útočiště Saddám Husajn, a ta následně podnikala útoky proti Íránu z iráckého území. Podle íránských vládních zdrojů mají Lidoví mudžáhedíni na svědomí smrt více než 17 tisíc Íránců.
V roce 2001 se skupina zřekla násilí a dnes je hlavním členem Íránské národní rady odporu, zastřešující koalice, která se označuje za exilový parlament oddaný demokratické, sekulární a koaliční vládě v Íránu. Po mnoho let měli Lidoví mudžáhedíni tisíce svých členů na různých vojenských základnách v Iráku, ale podle BBC „byli odzbrojeni v důsledku spojenecké invaze a uvádí se, že dodržují příměří“.
Irák a Írán řadí Lidové mudžáhedíny na seznam teroristických organizací. Rada EU však Lidové mudžáhedíny z unijního seznamu teroristických organizací koncem ledna 2009 vyjmula. Spojené státy americké tak učinily ze svého seznamu roku 2012.